# The Mystery
A The Mystery az ausztráliai Tommy Emmanuel gitáros 2006-os albuma, amit Grammy-díjra jelöltek. Emmanuel a lemezről:
A lemezre került kompozíciók életem állomásairól szólnak, mindegyik máshol született. A címadó dal egy megmagyarázhatatlan, új szerelmet idéz fel, ami váratlanul, sokévi magányosság után költözött az életembe. Társra akadtam, olyanra, akire már nem számítottam az én koromban. Lizy Watkins-szal Angliában találkoztam. Nehéz érzelmi életet éltem akkoriban. Lizy volt a megváltás. Ezért kedvenc számom erről az albumról a The Mystery (A rejtély) című kompozíció. A dal eredeti címe egyébként The Mystery Of Love (A szerelem rejtélye) volt.

## Számok
Az összes számot Tommy Emmanuel szerezte, a kivételek fel vannak tüntetve.
1. Cantina Senese - 1:53
2. Gameshow Rag/Cannonball Rag - 2:26 - (Emmanuel, Merle Travis)
3. The Mystery - 3:57
4. Cowboy's Dream - 3:27
5. Walls - 3:40 - (Kennedy, Rose, Sharp)
6. Lewis & Clark - 4:05
7. The Diggers' Waltz - 3:31
8. Antonella's Birthday - 2:46
9. And So It Goes - 3:21 - (Joel)
10. That's The Spirit - 2:13
11. Footprints - 4:03
12. Keep It Simple - 3:39

## Közreműködők
- Tommy Emmanuel - gitár, ének
- Elizabeth Watkins - ének
- Pamela Rose - harmónia ének
- Kim Person - producer
- David Glasser - mastering

## Külső hivatkozások
- Hivatalos oldal (angolul)